# Philip Jourdain
Philip Jourdain   (Ashbourne, 16 d'octubre de 1879 - Crookham, 1 d'octubre de 1919) va ser un matemàtic anglès, especialitzat en lògica matemàtica.

## Vida i Obra
Jourdain era fill del vicari d'Ashbourne i va tenir nombrosos germans, entre els quals Francis (ornitòleg), Eleanor (directora del St. Hugh's College d'Oxford) i Margaret (crítica d'art i especialista en mobiliari). Malauradament, tan ell com la seva germana petita, Millicent, que com escriptora signava amb el pseudònim de Joan Arden, van desenvolupar una malaltia neurodegenerativa greu: l'atàxia de Friedreich
Malgrat les dificultats motrius que li provocava la seva malaltia, va aconseguir fer els seus estudis secundaris al Cheltenham College i els seus estudis universitaris a la universitat de Cambridge. Entorn el 1900, va anar a Heidelberg, per sotmetre's a unes cures no acreditades i que no van tenir cap èxit, però va aprofitar aquest temps per aprendre alemany. El 1902 a Cambridge, va seguir un curs de lògica matemàtica impartit per Bertrand Russell amb qui es va crear un fort vincle intel·lectual; tan és així, que serà molt abundant la seva correspondència. El seu interès per la lògica i el seu coneixement de l'alemany, també el van portar a escriure's amb Gottlob Frege i Georg Cantor, dels quals va traduir les seves obres principals a l'anglès.
A partir de 1912 va ser l'editor anglès de la revista The Monist i a començaments del 1919, en morir Paul Carus va passar a ser-ne l'editor principal. Per poc tems, ja que va morir aquest mateix any.
Una de les seves obsessions va ser la de demostrar el teorema del bon ordre, és a dir, l'axioma d'elecció.